# Diomedeidae
Diomédéidés, albatros
 (juillet 2025).
Si vous disposez d'ouvrages ou d'articles de référence ou si vous connaissez des sites web de qualité traitant du thème abordé ici, merci de compléter l'article en donnant les références utiles à sa vérifiabilité et en les liant à la section « Notes et références ».
Pour les articles homonymes, voir Albatros.
Famille
Répartition géographique
Les Diomédéidés (Diomedeidae) sont une famille d'oiseaux de mer, de l'ordre des Procellariiformes, dont le nom usuel est l'albatros en français.
Ces oiseaux ont la plus grande envergure de toutes les espèces d'oiseaux actuels, celle des grands albatros du genre Diomedea pouvant atteindre 3,4 m, rendant la phase d'envol difficile. Ils planent en revanche sans effort, en utilisant les vents pour les porter sur de grandes distances.

## Description
Les oiseaux adultes de cette famille mesurent de 71 à 135 cm et pèsent de 6 à 12 kg. Leurs ailes sont très longues (jusqu'à 3,50 m pour l'Albatros hurleur), et leur bec long, épais et crochu porte des narines tubulaires. L'Albatros hurleur (Diomedea exulans), également appelé Grand Albatros, est le plus grand et le plus lourd.
Pélagiques, ils vivent dans les océans au sud du tropique du Capricorne, ainsi que dans le Pacifique Nord. La reproduction des albatros s'effectue à terre, en colonies dispersées sur les îles antarctiques et subantarctiques.
Les albatros sont des voiliers exceptionnels, ils utilisent les vents pour parcourir de grandes distances sans effort. En 2004, une étude a montré que l'oiseau le plus rapide a parcouru 22 545 kilomètres en seulement 46 jours sans repos.
Les albatros se nourrissent de poissons, de calamars ou de krill. Leur nourriture est le plus souvent collectée en surface, mais ils sont capables de plonger à faible profondeur.
Ils nichent en colonies généralement sur des îles isolées. Les couples sont en grande majorité fidèles pour la vie, et la parade nuptiale donne lieu tous les ans à des danses rituelles durant lesquelles les deux oiseaux se frottent le bec l'un contre l'autre. Seuls des échecs de reproduction répétés ou la mort d'un des oiseaux peut amener les albatros à changer de partenaire.
La saison de reproduction est très longue et il peut s'écouler près d'un an entre la ponte de l'unique œuf et l'émancipation du jeune.

## Physique du vol
Les albatros parcourent de grandes distances sans effort particulier. Ces oiseaux pratiquent un vol dit vol de gradient : la houle des mers du sud fait écran au vent synoptique et donc au-dessous de la crête de la vague, le vent peut être annulé voire inversé à la suite de la formation d'un tourbillon en aval de la vague. L'albatros fait des aller-retours où il gagne de l'énergie cinétique en volant en vent arrière au-dessus de la vague, fait demi-tour et longe sous la crête où il avance face au vent réduit, fait une chandelle, remonte au-dessus de la crête où sa vitesse augmente. Il peut donc convertir cette vitesse supplémentaire en énergie cinétique en faisant demi-tour en vent arrière. La durée d'un cycle est de l'ordre de 15 secondes, l'oiseau s'élève à 15 mètres au-dessus de l'eau et sa vitesse maximale peut être de l'ordre de 30 m/s (110 km/h). Au cours de la mesure, l'albatros a parcouru 4 800 km pendant 6 jours, ce qui fait un déplacement moyen de 800 km par jour soit une vitesse moyenne de 33 km/h, soit environ 20 nœuds.

## Position systématique
Traditionnellement, les albatros sont classés dans l'ordre des Procellariiformes, avec le statut de famille (Diomédéidae). À la suite des travaux d'hybridation de l'ADN, la classification de Sibley et Monroe a intégré l'ensemble de cet ordre dans celui des Ciconiiformes, où il constitue la sous-famille des Diomedeinae. Les positions systématiques de Sibley et Monroe ne font pas consensus, et dans la classification de référence (version 2.2) du Congrès ornithologique international, cette famille conserve son statut.
Les albatros ont toutefois des caractéristiques morphologiques différentes des autres Procellariidae, notamment leurs pattes et le fonctionnement de leurs narines tubulaires.
Les albatros sont divisés en quatre genres : Phoebastria pour les albatros du Pacifique Nord, Thalassarche pour les espèces de l'hémisphère Sud, Diomedea pour les grands albatros et Phoebetria pour les petits albatros fuligineux.
La division des espèces est particulièrement complexe puisque jusqu'à 80 espèces différentes ont été reconnues, la plupart de ces « espèces » étant en fait des oiseaux en plumage juvénile. En 1998, Robertson et Nunn proposent vingt-quatre espèces en comparaison des quatorze reconnues jusque-là. Beaucoup de ces nouvelles espèces étaient autrefois considérées comme des sous-espèces, tels que l'Albatros de Tristan et l'Albatros des Antipodes autrefois considérés comme des sous-espèces de l'Albatros hurleur.

## Histoire évolutive
Sibley et Ahlquist dans leur étude sur la phylogénie datent l'apparition des Procellariiformes à l'Oligocène (35-30 Ma) bien que des fossiles d'oiseaux de mer datant du Crétacé (70 Ma) soient parfois attribués à ce groupe.
Les études d'hybridation de l'ADN montrent que les océanites furent les premiers à se différencier du groupe des procellariiformes, puis les albatros.

Phylogénie des albatros

Les plus anciens fossiles d'albatros proviennent de l'Éocène en Ouzbékistan et de l'Oligocène en Nouvelle-Zélande. En France on rencontre des fossiles de Plotornis datant du milieu du Miocène.
La différenciation des différents genres d'albatros peut être datée du Miocène avec deux espèces fossiles retrouvées en Californie, Phoebastria californica et Diomedea milleri.
La plupart des fossiles d'albatros proviennent de l'hémisphère Nord notamment de l'Atlantique Nord où aujourd'hui aucune espèce d'albatros n'est présente.

## Morphologie

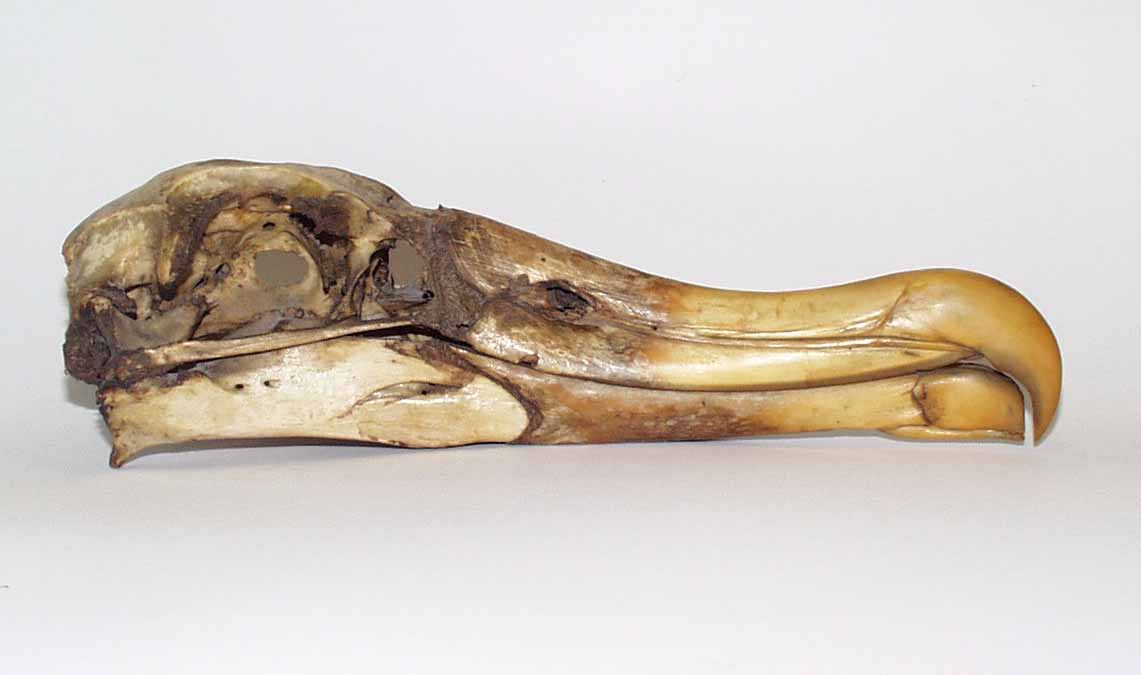
Crâne d'albatros. Longueur totale : 268 mm. Longueur du bec : 178 mm. Diamètre orbital : 45 mm

Le bec est grand et fort, la mandibule supérieure se terminant en crochet. Le bec est constitué de plusieurs plaques cornées. Sur les bords du bec, se trouvent les fameuses narines tubulaires qui ont donné leur nom à la famille. Cependant, seuls les albatros ont ces narines tubulaires le long du bec, les autres espèces les ont sur le sommet du bec.
Ces tubes permettent aux albatros d'avoir un odorat très développé et d'ainsi localiser plus facilement les zones de nourriture dans l'immensité des océans.
Le plumage des albatros varie généralement dans diverses teintes de blanc et de gris, les deux espèces du genre Phoebetria se distinguent par leur plumage très sombre. Les jeunes albatros mettent plusieurs années avant d'acquérir leur plumage d'adulte définitif.

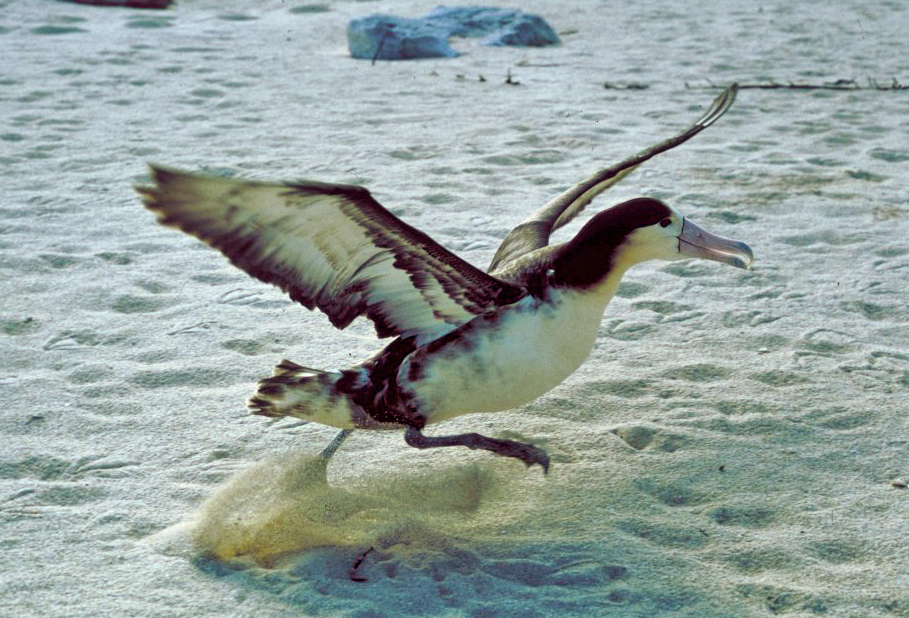
Albatros à queue courte au décollage.

L'envergure des grands albatros du genre Diomedea peut atteindre 3,40 m et est la plus grande de toutes les espèces d'oiseaux actuelles. Pour décoller, les albatros sont obligés de courir afin de permettre à suffisamment d'air de se déplacer sur leurs ailes et ainsi créer de la portance. L'aile des albatros comprend un tendon au niveau de l'épaule qui bloque l'aile pendant que l'albatros plane, lui permettant de garder l'aile déployée à son maximum sans utiliser de muscles.
L'albatros a une finesse aérodynamique comprise entre 22 et 23. C'est-à-dire que pour chaque mètre descendu, il peut parcourir 22 m de distance horizontale. Ses capacités exceptionnelles pour planer lui permettent d'exploiter les courants ascendants pour gagner de l'altitude (ascendance thermique, ascendance de pente en bord de falaise) et gagner de la vitesse et voler presque indéfiniment en planant entre les vagues (vol de gradient).
Les albatros sont tellement bien adaptés à ces voyages sur de longues distances qu'ils dépensent plus d'énergie au décollage et à l'atterrissage que durant le vol lui-même. Cependant, ils sont dépendants des vents et des vagues pour se déplacer, leurs longues ailes et leur faible musculature ne leur permettent pas de soutenir un vol battu pendant longtemps. Ainsi, par temps calme, les albatros sont obligés de se poser sur l'eau et d'attendre que le vent se lève à nouveau.

## Répartition
La plupart des espèces d'albatros se rencontrent dans l'hémisphère Sud, de l'Antarctique à l'Australie, l'Afrique du Sud et la Terre de Feu.
Seules les espèces du genre Phoebastria sont présentes dans le Pacifique Nord, avec deux espèces à Hawaii, une au Japon et une aux Galapagos.
Le besoin de vents importants pour planer contraint les albatros à rester confinés dans les plus hautes latitudes, il leur est par exemple très difficile de traverser la zone de convergence intertropicale. S'ils y parviennent, ils peuvent rester « prisonniers » dans l'Atlantique Nord. Si l'albatros des Galapagos parvient à vivre en milieu tropical, c'est grâce au courant de Humboldt qui amène des vents sur cette zone.
L'utilisation de satellites a permis de mieux comprendre les mouvements des albatros. Après la reproduction les oiseaux entreprennent un voyage circumpolaire. Afin d'éviter la compétition, les différentes espèces se répartissent selon plusieurs niches, l'Albatros hurleur par exemple ne se nourrit que dans des eaux dont la profondeur dépasse 1 000 mètres.
Si l'on en croit  François Joseph Grille (d'Angers), des albatros survolaient parfois (ou encore) les terres et rivages de Flandre et du nord de la France dans la première moitié du XIXe siècle.

## Nourriture
Les albatros se nourrissent principalement de céphalopodes, de poissons et de crustacés mais il leur arrive également de se nourrir de krills ou de charognes.
Les albatros semblent se nourrir principalement de jour, même si certaines espèces se nourrissent la nuit lorsque leurs proies remontent à la surface. Pendant longtemps on a pensé que les albatros se nourrissaient exclusivement en surface, pêchant les calmars morts ou portés par le courant. Des études ont cependant prouvé que les plus petites espèces en tout cas étaient capables de plonger jusqu'à cinq mètres de profondeur.

## Reproduction

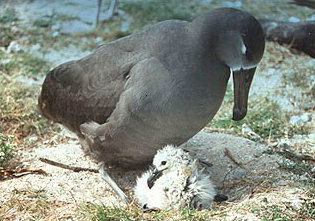
Albatros à pieds noirs avec son poussin.

Les albatros se reproduisent en colonies, généralement sur des îles isolées. Leur densité peut être très importante, 70 nids pour 100 m2 chez les espèces du genre Thalassarche, les autres espèces forment des colonies plus lâches.
Majoritairement, les albatros se reproduisent sur l'île où ils sont nés, une étude sur l'Albatros de Laysan a montré que la distance moyenne entre le lieu d'éclosion d'un oiseau et le lieu choisi pour établir son propre nid n'était que de 22 m.
Comme la plupart des oiseaux de mer, les albatros sont une Espèce à stratégie K c’est-à-dire une durée de vie importante, un taux de reproduction faible et beaucoup d'effort déployés pour élever un unique petit. La plupart des espèces d'albatros ont une espérance de vie de cinquante ans. Le plus vieil oiseau jamais bagué, un Albatros de Laysan, dénommée Wisdom est âgé de plus de 70 ans.
Les albatros atteignent la maturité sexuelle à 5 ans, mais ne commencent à se reproduire que quelques années plus tard (parfois même à 10 ans). Les jeunes non reproducteurs passent beaucoup de temps à pratiquer les complexes rituels amoureux et notamment les danses.
Le répertoire des comportements de parade comprend l'épouillage, les claquements du bec et des cris spécifiques. Quand un jeune oiseau revient à sa colonie, il danse avec de nombreux partenaires mais au fil du temps le nombre de partenaires va diminuer jusqu'à ce qu'un seul soit choisi et le couple formé. Les deux oiseaux vont alors développer leurs propres cris et moyens de reconnaissance qui leur sera unique. La parade amoureuse peut durer un bon quart d'heure, avec une chorégraphie fort complexe. Plus les couples se fréquentent, plus ils harmonisent leurs gestes au fil des années.
On pense que les albatros utilisent ces rituels complexes et élaborés pour être sûrs de choisir le bon partenaire et pouvoir le reconnaître puisque la ponte de l'œuf et l'élevage du poussin sont très longs et difficiles. La séparation d'un couple n'intervient qu'en cas d'échecs de reproduction répétés.
Les albatros pondent un seul œuf une fois tous les deux ans. Si l'œuf est détruit ou dévoré par un prédateur, ils n'en pondent pas d'autre.
Les espèces de l'hémisphère austral construisent de grands nids d'algues et de boue alors que les espèces du Pacifique nord se contentent d'un nid rudimentaire.
Les deux parents couvent l'œuf pour une période allant de 70 à 80 jours (la plus longue période d'incubation chez les oiseaux).
Après l'éclosion le poussin est gardé pendant trois semaines jusqu'à ce qu'il soit assez grand pour conserver sa température. Le poussin est nourri à intervalles réguliers par les deux parents de calamars, de poissons mais aussi d'huile produite par le gésier des adultes.
Selon les espèces, les jeunes albatros mettent entre 140 et 280 jours avant de pouvoir voler. Comme pour beaucoup d'oiseaux de mer, les jeunes albatros pèsent plus lourd que leurs parents au moment de l'envol. Ils s'envolent sans aide de leurs parents, et une fois le nid quitté ils errent en mer pendant plusieurs années.

## Menaces et conservation

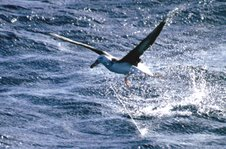
Albatros pris au piège d'une palangre.

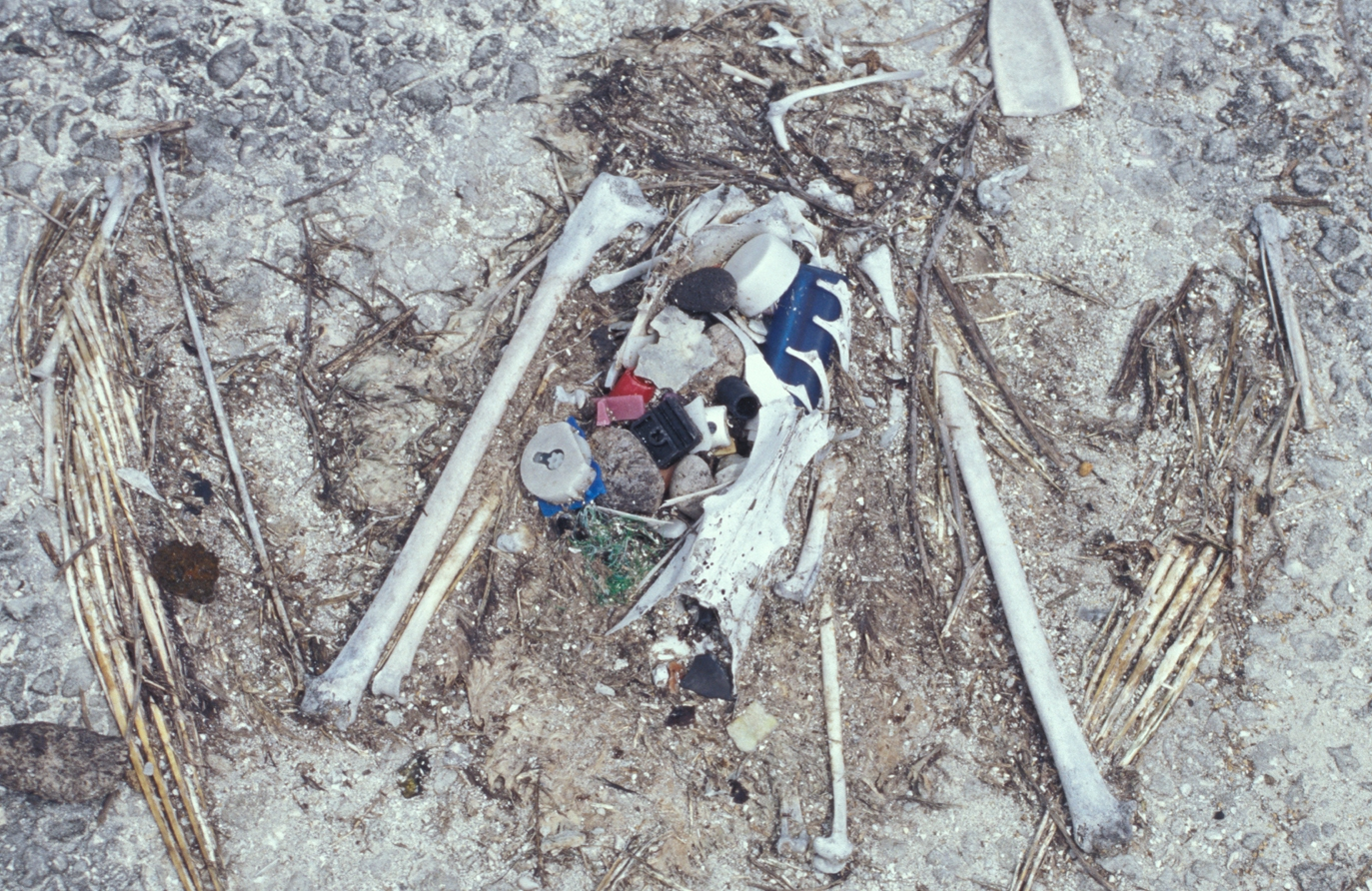
Albatros mort à la suite de l'ingestion d'objets de plastique.

Dix-huit espèces sur vingt-deux d'albatros sont menacées d'extinction[réf. souhaitée]. Les albatros ayant un taux de reproduction très lent, toute mortalité des adultes est difficilement compensée.
Au XIXe siècle ils étaient chassés pour leurs plumes (et parfois pour leur viande, sur des navires au long cours en mer). Aujourd'hui ce commerce a cessé mais de nouvelles menaces sont apparues : 
- l'introduction de prédateurs domestiques ou commensaux de l'homme (mammifères principalement : rats, porcs, chats et chiens...) sur les îles où ils se reproduisent entrave le succès de la reproduction ;
- la sur-pêche et la pêche à la palangre sont les premières causes de mortalité des adultes. Ils privent les oiseaux de nourriture ou les tuent quand ils se prennent aux hameçons. On estime à environ 100 000 le nombre d'albatros tués de cette manière tous les ans. En dépit des rapports alarmants et des recommandations scientifiques, la Commission internationale pour la conservation des thonidés de l'Atlantique et de ses mers adjacentes (CICTA) réunie à Recife au Brésil a refusé en 2009 de prendre des mesures pour sauver les albatros. Selon Birdlife International, les méthodes scientifiquement validées, efficaces et peu coûteuses ont été refusées par le Japon qui a poussé la CICTA vers d'autres méthodes non scientifiquement validées[6] ;
- même sur des zones très éloignées des terres (à plus de 2 000 MN du continent le plus proche pour les îles Midway), les albatros (dont des poussins) sont nombreux à mourir d'inanition après avoir ingéré parfois plusieurs dizaines d'objets en plastique (bouchons, morceaux de stylos, gadgets et autres jouets de plastique pour enfants, débris de récipients...). Ces objets sont aussi apportés par les parents à leurs poussins comme s'il s'agissait de nourriture (ils étaient couverts d'œufs ou d'organismes marins comestibles) et à la différence des os ou arêtes avalés par les oiseaux, ils ne peuvent être dissous par les sucs digestifs d'aucun animal, ni ressortir de l'estomac des poussins ou adultes qui finissent par en mourir[7] ;
- enfin, comme tous les oiseaux marins, les poussins et adultes albatros sont sensibles à la pollution lumineuse[réf. souhaitée].

## Liste des taxons subordonnés

### Liste des genres
D'après la classification de référence (version 14.1, 2024) de l'Union internationale des ornithologues, il y a 21 espèces de Diomedeidae :
- Diomedea Linnaeus, 1758 (6 espèces) ;
- Phoebastria Reichenbach, 1853 (4 espèces) ;

- Phoebetria Reichenbach, 1853 (2 espèces) ;
- Thalassarche Reichenbach, 1853 (9 espèces).

Les espèces des genres Thalassarche et Phoebastria sont parfois considérés comme appartenant à Diomedea.
Les genres Diomedea et Phoebastria sont des taxons frères, tout comme les genres Thalassarche et Phoebetria. Les relations sont illustrées dans le cladogramme suivant :
|  | Diomedea    |
|  |             |
|  | Phoebastria |
|  |             |

|  | Thalassarche |
|  |              |
|  | Phoebetria   |
|  |              |

|  | Diomedea    |
|  |             |
|  | Phoebastria |
|  |             |

|  | Thalassarche |
|  |              |
|  | Phoebetria   |
|  |              |

### Liste des espèces
D'après la classification de référence (version 14.1, 2024) de l'Union internationale des ornithologues, voici les 21 espèces de Diomedeidae (par ordre phylogénique) :
- Diomedea sanfordi Murphy, 1917 – Albatros de Sanford ;
- Diomedea epomophora Lesson, RP, 1825 – Albatros royal ;
- Diomedea exulans Linnaeus, 1758 – Albatros hurleur ;
- Diomedea dabbenena Matthews, 1929 – Albatros de Tristan da Cunha ;
- Diomedea antipodensis Robertson, CJR & Warham, 1992 – Albatros des Antipodes ;
- Diomedea amsterdamensis Roux, JP et al., 1983[10] – Albatros d'Amsterdam ;
- Phoebastria irrorata (Salvin, 1833) – Albatros des Galapagos ;
- Phoebastria immutabilis (Rothschild, 1893) – Albatros de Laysan ;
- Phoebastria nigripes (Audubon, 1839) – Albatros à pieds noirs ;
- Phoebastria albatrus (Pallas, 1769) – Albatros à queue courte ;
- Phoebetria fusca (Hilsenberg, 1822) - Albatros brun ;
- Phoebetria palpebrata (Forster, JR, 1785) - Albatros fuligineux ;
- Thalassarche chlororhynchos (Gmelin, JF, 1789) – Albatros à nez jaune de l'océan Atlantique ;
- Thalassarche carteri (Rothschild, 1903) – Albatros à nez jaune de l'océan Indien ;
- Thalassarche chrysostoma (Forster, JR, 1785) – Albatros à tête grise ;
- Thalassarche bulleri (Rothschild, 1893) – Albatros de Buller ;
- Thalassarche cauta (Gould, 1841) – Albatros à cape blanche ;
- Thalassarche salvini (Rothschild, 1893) – Albatros de Salvin ;
- Thalassarche eremita Murphy, 1930 – Albatros des Chatham ;
- Thalassarche melanophris (Temminck, 1828) – Albatros à sourcils noirs ;
- Thalassarche impavida Mathews, 1912 – Albatros de Campbell.